# Dicranomyia (Dicranomyia) punctipennis punctipennis
Dicranomyia (Dicranomyia) punctipennis punctipennis is een ondersoort van de tweevleugelige Dicranomyia (Dicranomyia) punctipennis uit de familie steltmuggen (Limoniidae). De ondersoort komt voor in het Australaziatisch gebied.